# Гірник (Шептицький район)
Гірни́к — селище Львівської області України, Червоноградського району.
Основне підприємство селища Гірник — ДВАТ шахта «Відродження», яке займається видобутком вугілля.
У селищі діє Червоноградська ЗОШ І-ІІІ ступенів № 6 (директор — Маяк Наталія Петрівна), церква Введення в Храм Пресвятої Богородиці, УГКЦ (настоятель — о. Іван Квітковський), дошкільний навчальний заклад № 4, Гірницька дитяча музична школа (заснована 1972 р.), Народний дім, філія № 2 Червоноградської центральної міської лікарні, 8 магазинів.
Біля смт Гірник проходить автошлях регіонального значення Р15.

## Історія
Перші будівлі на території сучасного Гірника з'явились у часи Другої Речі Посполитої (1918–1939) і належали до сіл Межиріччя та Сілець. 14 липня 1934 року, коли за рішенням міністра внутрішніх справ Польщі Сокальський повіт був поділений на 8 гмін, територія Гірника відійшла до Межирічанської сільської гміни. У 1939 р. цю територію захопили радянські війська.
Засноване 1954 року на основі хутору Сілецька Грядка. Спершу називався Грядою, але в 1956 році отримав статус селища міського типу і був перейменований у Гірник.

## Влада
Селищним головою з 26 березня 2006 року була Мартинюк Валентина Володимирівна.
До складу Гірницької селищної ради входять 14 депутатів, з яких 7 належать до партії Громадський рух «Народний контроль», 3 — члени партії Всеукраїнського об'єднання «Батьківщина», 7 депутатів на виборах були самовисуванцями.

## Клімат
Клімат району помірно-континентальний, вологий.
Для зимового періоду характерна похмура погода, тумани та відлиги. Найхолодніші місяці — січень із середньомісячною температурою повітря −4 °C. Абсолютна мінімальна температура повітря, як правило, у січні-лютому і становить — 34 °C, середня температура найбільш холодної п'ятиденки — 20 °C. Середня температура опалювального сезону становить — 0,2 °C, а його тривалість — 191 доба. Глибина промерзання ґрунту досягає 80 см, максимально — 108 см.
Найтепліший місяць — липень із середньомісячною температурою повітря +18 °C. Абсолютна максимальна температура повітря становить +36 °C. Сума атмосферних опадів за рік в середньому становить 610 мм. Основна кількість опадів (~75 %) випадає в теплий період року.
Переважаючими напрямками вітру є: взимку — західні і південно-західні, влітку — західні і північно-західні.

## Населення
Згідно даних Гірницької селищної ради чисельність постійного населення  смт. Гірника станом на 1 січня 2013 р. становила 2 902 особи.
Чисельність постійного населення селища за останні роки становила:
- 2002—2857 осіб
- 2003—2853 особи
- 2004—2858 осіб
- 2005—2827 осіб
- 2006—2823 особи
- 2007—2830 осіб
- 2008—2835 осіб
- 2009—2825 осіб
- 2010—2850 осіб
- 2011—2860 осіб
- 2012—2870 осіб
- 2013—2902 особи.

Очевидно, відбувалися зміни в чисельності населення селища: у 1993 році
кількість мешканців становила 3,6 тис. осіб. За останні роки чисельність  населення коливається близько 2,85 — 2,9 тис. осіб.
Майже всі жителі селища є українцями і розмовляють українською мовою. Більшість місцевих мешканців — християни, що належать до двох конфесій — греко-католики та баптисти

### Мова
Розподіл населення за рідною мовою за даними перепису 2001 року:
| Мова            | Кількість | Відсоток |
| --------------- | --------- | -------- |
| українська      | 2825      | 97.11%   |
| російська       | 74        | 2.54%    |
| білоруська      | 8         | 0.28%    |
| болгарська      | 1         | 0.03%    |
| інші/не вказали | 1         | 0.04%    |
| Усього          | 2909      | 100%     |

## Уродженці Гірника
- Шама Олександр Іванович (1963—2022) — кандидат історичних наук, доцент історичного факультету Тернопільського національного педагогічного університету ім. Гнатюка.
- Пігура Семен Васильович — настоятель Покровського кафедрального собору м. Львова.
- Коломієць Оксана Валеріївна (02.06 1982) — заслужена артистка України, солістка Львівської національної філармонії ім. М.Скорика, член Національної спілки кобзарів України.
- Онищак Володимир Григорович (1967—2016) — прапорщик Збройних сил України, учасник російсько-української війни.[3]